# だるま食堂 (お笑いトリオ)
だるま食堂（だるましょくどう）は、1987年に結成された日本の女性お笑いトリオ。かつてはプライムワン（現・プライム）に所属していた。ショーガールに扮したコント「ボインボインショー」で注目を集め、1990年代前半に放送界で活躍し、その後は小劇場を中心に活動を行う。2023年現在において、現存する日本の女性コントユニットとしては最も芸歴が長いとされる。

## 略歴
1982年、前身の「劇団だるま食堂」が結成されるも、すぐさま活動停止になる。1987年、「だるま食堂」と改名して活動を再開し、NHK新人演芸コンクールで優秀賞を受賞する。
1989年から1990年にかけて、テレビ朝日「ザ・テレビ演芸」の「とび出せ笑いのニュースター」に参加し、10週勝ち抜きチャンピオンとなる。充電後、2000年より活動再開し、2012年に中野で25周年記念公演を行い、2015年には池袋で28周年記念公演を開催した。
2023年には単独ライブ「─だるまのうねうね（15）スペシャル─ だるまゴールデン」が5月4日、5日の2日間なかの芸能小劇場で開催。

## メンバー
- マリア（1958年4月19日 - ）[2]
  - 本名：佐藤 和子（さとう かずこ）。
  - 別芸名：さとうかずこ。
  - 旧芸名：ねもとかずこ。
  - 東京都出身。
  - 船橋市立船橋高等学校卒業。もっとも身長が低い。
- ルーシー（1956年3月27日 - ）[2]
  - 本名及び旧芸名：森下 由美（もりした ゆみ）。
  - 東京都出身。
  - 鶴見女子短期大学卒業。もっとも長身。
- ダイアナ（1960年8月27日 - ）[2]
  - 本名：森下 理恵（もりした りえ）。
  - 旧芸名：星野 理恵（ほしの りえ）。
  - 東京都出身。
  - 明治大学中退。

## 出演

### テレビ
- ザ・テレビ演芸（テレビ朝日）
- 笑いがいちばん（NHK）
- 笑点（日本テレビ）
- ナベさんミッちゃんのまねまね天国!（テレビ東京）

### ラジオ
- TBSラジオ「土曜ワイドラジオTOKYO 永六輔その新世界」

### CM
- エースコック「牛ちゃん焼肉ラーメン」
- 「平禄寿司」[5]

### DVD
- 『だるま食堂DVD大作戦』2007年7月

## 受賞
- 2005年度国立演芸場花形演芸会審査員特別賞

## ギャグ
ルーシーは人形劇団に参加の期間や劇団かもねぎショットへ制作や演出を担当した経歴など、ミュージカルなど影響やメンバーは劇団舞台役者出身から、パントマイム、歌唱を伴うコント・スケッチが多い。
- コントの台詞で、劇進行に無視な作業演技を続けるダイアナへ、ツッコミにアコーディオン奏者横森良造が柔和な表情をたたえて黙々と演奏する様子のプロフェッショナルぶりを讃え畏敬の念を込めつつ、「あのアコーディオンを弾く人みたい、そう横森良造！」がある。
- 「この中に（メンバー）血が繋がってる人がいる。」ルーシーとダイアナは姉妹、身長差やあまり似ていない事を利用したもの。
- ミートホープの事件騒動が司法決着した後にピクニックが下地のパロディ替え歌を披露したことがある(2010年頃)。